# Лучинский сельсовет (Беларусь)
Лучинский сельсовет — упразднённая административная единица на территории Рогачёвского района Гомельской области Республики Беларусь.

## История
16 декабря 2009 года Лучинский сельсовет упразднён, населённые пункты Альсагорка, Лучин и Сверков включены в состав Заболотского сельсовета.

## Состав
Лучинский сельсовет включал 3 населённых пункта:
- Альсагорка — посёлок.
- Лучин — деревня.
- Сверков — посёлок.